# 김문석 (법조인)
김문석(金紋奭, 1959년 2월 25일~)은 대한민국의 관료, 법조인이며, 제28대 사법연수원장이다.

## 생애
1959년 (정부 직할)부산시에서 태어났으며, 중앙고등학교와 서울대학교 법학과를 나온 후 제23회 사법시험 합격하여 제13기 사법연수원과 군 법무관을 마치고 서울지방법원 남부지원 판사에 임용되었다.
서울민사지방법원, 마산지방법원 진주지원, 서울지방법원 동부지원, 서울고등법원, 서울지방법원으로 전보되어 판사에 재직하다가 대법원 재판연구관을 거쳐 대전지방법원 부장판사에 임명되어 수원지방법원, 서울중앙지방법원, 서울동부지방법원, 대전고등법원, 서울고등법원으로 전보되어 부장판사를 하다가 서울고등법원 수석부장판사에 재직중이던 2013년 11월에 제9대 서울남부지방법원 법원장으로 취임하여 재직하다가 2015년 2월 서울행정법원으로 전보되어 법원장을 하다가 평생 법관제에 따라 2017년 2월에 서울고등법원 부장판사에 복귀하여 현직에서 재판장을 하였다.
서울지방법원에서 재직할 때, 신설된 성폭력전담재판부의 첫 재판장으로서 비디오 등 중계장치에 의한 피해자 증언을 실시하였으며, 정신지체 2급 장애인에 대한 강간사건에서 강간죄 요건으로서 폭행 또는 협박의 내용과 정도뿐 아니라 "피해자와의 관계, 피해자의 연령·지능 정도, 범행 당시 정황 등 제반 사정을 종합적으로 판단해야 한다"고 했으며, 한국어에 능통하지 않은 외국인 노동자가 작업지시를 제대로 따르지 못해 동료 근로자와 다투다 다친 경우에도 업무상 재해를 인정했다.
서울남부지방법원에서 법원장으로 재직할 때, 시각장애인연합회 등 유관단체와 협력해 장애인들을 법원으로 초대하고 법원 이용체험, 장애인 사법지원제도 소개, 장애인 관련 재판 시연, 장애인 변호사 초대 강연, 간담회를 하였다.
법원장을 마치고 서울고등법원에 복귀했던 김문석은 2019년 1월 28일에 있었던 법원 인사에서 다시 법원장을 맡아 사법연수원장에 임명되었다.

## 주요 판결
- 서울고등법원 민사11부 재판장으로 재직하던 2010년 3월 9일에 아람회 사건 피해자와 유족 등 37명이 국가를 상대로 낸 손해배상 청구소송에서 "불법구금 기간 동안 고문 등으로 인해 급성 당뇨병을 앓게 됐고, 석방 뒤 합병증에 시달리다 부모보다 먼저 사망했다"고 하면서 1심보다 20여억원 늘어난 "206억원을 배상하라"고 했다.[2]